# جان-لوك روميرو
جان-لوك روميرو (بالفرنسية: Jean-Luc Romero)‏ هو سياسي فرنسي، ولد في 30 يونيو 1959 في بيثون في فرنسا. حزبياً، نشط في الاتحاد من أجل حركة شعبية والحزب الراديكالي. وقد انتخب عضو مجلس جهوي.